# Dendronephthya curvata
Dendronephthya curvata is een zachte koraalsoort uit de familie Nephtheidae. De koraalsoort komt uit het geslacht Dendronephthya. Dendronephthya curvata werd in 1905 voor het eerst wetenschappelijk beschreven door Kükenthal. 